# Харадін Бала
Харадіна Бала (алб. Haradin Bala, також відомий як Shala; 10 червня 1957, Глоговац) — солдат Армії визволення Косова, колишній командир табору Лапушнік і засуджений військовий злочинець.
17 лютого 2003 року Бала був затриманий КФОР і на наступний день переданий МТКЮ. 30 листопада 2005 року Бала був визнаний винним Міжнародним трибуналом по колишній Югославії у скоєні військових злочинів і злочинів проти людяності відносно сербів і албанців, які співпрацювали з сербами під час Косівської війни. Засуджений до 13 років позбавлення волі. 14 травня 2008 переведений до Франції для відбуття  покарання.